# 三谷幸宏
三谷 幸宏（みたに ゆきひろ、1966年4月22日 - ）は、北海道河東郡音更町出身の元スピードスケート選手で、元競輪選手。日本競輪学校第67期生。師匠は穴田勝彦（13期）。競輪選手時代は日本競輪選手会北海道支部所属。ホームバンクは函館競輪場。

## スピードスケート選手時代
白樺学園高等学校時代、第11回全日本スプリントスピードスケート選手権大会において、当時日本の第一人者である黒岩彰の同大会3連覇を阻んで総合優勝。また、法政大学時代の第13回も総合優勝を果たす。
1986年に行われた世界スプリントスピードスケート選手権大会では総合6位。
1987年に行われた世界スプリントスピードスケート選手権大会では、1000mで1位を記録した他、総合でも3位（優勝は黒岩彰）に入る。
1988年カルガリーオリンピックの1000mに出場した際にはメダル獲得の期待もかけられたが、23位に終わる。その後は成績が振るわず、競輪への転身を決意する。

## 競輪選手時代
1回目の競輪学校受験の際は適性試験で受験するも不合格。2度目となる67期では技能試験を受験し合格。但し合格時の年齢は上限ギリギリ（当時の受験年齢の上限は24歳未満）だった。ちなみに三谷が競輪へ転身するというニュースは多くのマスメディアにて取り上げられた。
競輪学校は在校競走成績第2位（62勝）で卒業。1991年4月21日、函館競輪場でデビューし1着。またその開催では優勝も果たす。同年8月にはルーキーチャンピオンレースに出場し5着（優勝は吉川和広）。
その後は1995年の全日本選抜競輪や、ふるさとダービーの4回の出場がある程度で、将来の競輪界を背負って立つ逸材として期待された割にはイマイチともいえる成績で推移しているが、S級に復帰した2007年8月に開催されたふるさとダービー（函館）では、ビッグレースとしては上記の全日本選抜競輪以来12年ぶりの出場を果たした（但し正選手としてではなく、補充出走）。
57歳となる2023年下期まで現役を続けたが、成績不振に陥ったことで代謝制度の対象となり、12月26日の四日市競輪FII（ナイター）3日目第1レース（A級チャレンジ一般）5着をラストレースとして、2024年1月22日付で選手登録を消除し現役を引退した。現役時代の通算成績は2634戦334勝、優勝33回。

## エピソード
三谷以前にも、伊藤繁や市村和昭など、スピードスケート界から競輪界へと転身した選手は少なくなかったが、スピードスケート時代の実績は随一で、しかも年齢的にも次のオリンピックを狙えるはずの三谷の競輪転身は話題を呼んだ。
2000年9月16日の静岡競輪第9レースで8人失格という事態が発生したが、失格したうちの1人だった。